# 徳島県道168号地蔵橋停車場線
徳島県道168号地蔵橋停車場線（とくしまけんどう168ごう じぞうばしていしゃじょうせん）は、徳島県徳島市を通る一般県道である。

## 概要

### 路線データ

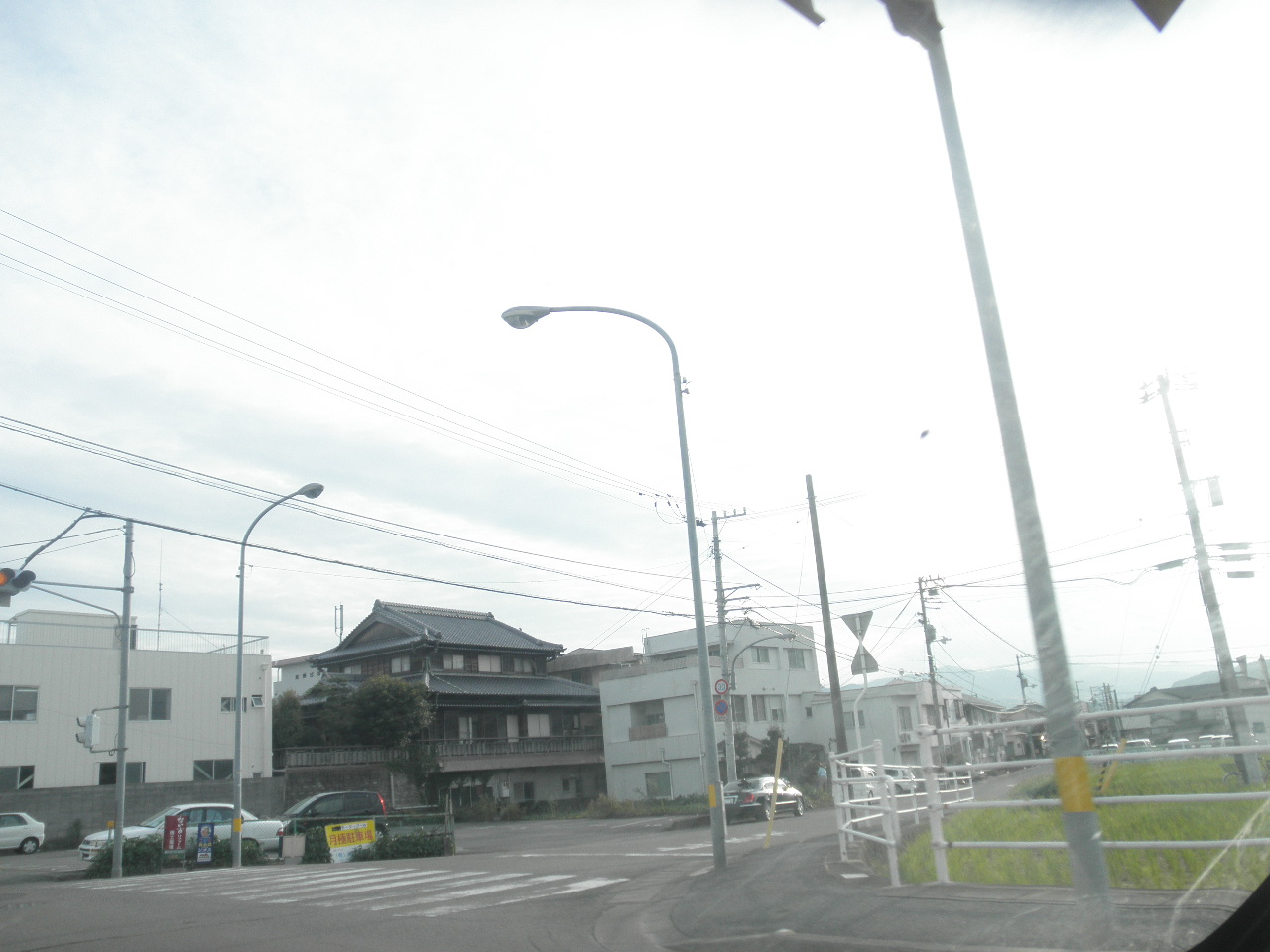
終点付近
徳島市西須賀町字下中須で撮影

- 起点：徳島県徳島市西須賀町西開（JR四国牟岐線 地蔵橋駅前）
- 終点：徳島県徳島市西須賀町中開（徳島県道136号宮倉徳島線交点）
- 距離：0.245 km[1]

## 歴史
- 1959年（昭和34年）1月31日 - 徳島県道51号地蔵橋停車場線として認定（それまでの地蔵橋停車場津田線を指定変更）。
- 1972年（昭和47年）3月10日 - 徳島県道の再編により168号地蔵橋停車場線として再認定。

## 地理

### 通過する自治体
- 徳島県
  - 徳島市

### 交差する道路
| 交差する道路            | 交差する場所 | 交差する場所 |
| ----------------------- | ------------ | ------------ |
| 徳島県道136号宮倉徳島線 | 西須賀町中開 | 終点         |

### 沿線
- JR四国牟岐線 地蔵橋駅